# Roestelia
Roestelia is een geslacht van roesten uit de familie Gymnosporangiaceae. De typesoort is Roestelia cancellata. Later is deze soort overgeheld naar het geslacht Gymnosporangium als Gymnosporangium sabinae.

## Soorten
Volgens Index Fungorum telt het geslacht 19 soorten (peildatum augustus 2023):
| Soortnaam                  | Auteur(s)                      | Publicatiejaar |
| -------------------------- | ------------------------------ | -------------- |
| Roestelia atlasiana        | Guyot & Malençon               | 1963           |
| Roestelia aurantiaca       | Peck                           | 1873           |
| Roestelia bethelii         | F. Kern                        | 1907           |
| Roestelia brucensis        | Parmelee                       | 1965           |
| Roestelia carpophila       | Bagnis                         | 1879           |
| Roestelia cunninghamianum  | (Barclay) F. Kern              | 1973           |
| Roestelia distorta         | (Arthur & Cummins) F. Kern     | 1973           |
| Roestelia ellisii          | Peck                           | 1875           |
| Roestelia fenzeliana       | (F.L. Tai & C.C. Cheo) F. Kern | 1973           |
| Roestelia fimbriata        | Arthur                         | 1901           |
| Roestelia guatemaliana     | (Crowell) Cummins              | 1956           |
| Roestelia harknessianoides | F. Kern                        | 1907           |
| Roestelia levis            | (Crowell) F. Kern              | 1973           |
| Roestelia magna            | (Crowell) Jørst.               | 1959           |
| Roestelia malyi            | (Picb.) F. Kern                | 1973           |
| Roestelia nanwutaiana      | (T.L. Tai & C.C. Cheo) Jørst.  | 1959           |
| Roestelia nelsonii         | Arthur                         | 1901           |
| Roestelia patula           | (Syd. & P. Syd.) F. Kern       | 1973           |
| Roestelia pourthiaeae      | (Syd. & P. Syd.) Miyabe        | 1903           |